# Pedieos
El Pedieos (en griego estándar, Πεδιαίος, Pedieos; en griego chipriota Πηθκιάς, Pithikiás; en turco Kanlı Dere) es el río más largo de Chipre. El río tiene su origen en los montes Troodos cerca del monasterio Machairas y fluye al noreste cruzando la llanura de Mesaoria, a través de la capital, Nicosia. Luego se dirige al este, encontrándose con el mar en la bahía de Famagusta cerca de la antigua ciudad griega de Salamina.
El río tiene una longitud total de aproximadamente 100 km. Una franja de 18 km de las orillas del río, en y alrededor de Nicosia, ha sido transformado en senderos. Hay dos presas construidas a lo largo del río, estando el más largo en Tamassos construido en 2002.